# Stephan Klotz
Stephan Klotz (även Clotz), född 13 september 1606 i Lippstadt, Westfalen, död 13 maj 1668 i Flensburg, var en evangelisk-luthersk tysk-dansk präst.
Klotz utmärkte sig redan som ung för sin stora lärdom och klara logik och kallades 1636 av Kristian IV till generalsuperintendent i den kungliga delen av Schleswig-Holstein. Här genomdrev Klotz 1647 konkordieformelns antagande och verkade energiskt för införande av högtyskan som kyrko- och skolspråk.